# Ancorinidae
Famille
Synonymes
- Coppatiidae
- Sanidasterinae Sollas, 1888
- Stellettidae Carter, 1875
- Stellettinae Carter, 1875

Les Ancorinidae forment une famille de spongiaires de l'ordre Tetractinellida.

## Liste des genres
Selon World Register of Marine Species (12 mai 2016) :
- genre Ancorina Schmidt, 1862
- genre Asteropus Sollas, 1888
- genre Chelotropella Lendenfeld, 1907
- genre Cryptosyringa Vacelet, 1979
- genre Dercitus Gray, 1867
- genre Disyringa Sollas, 1888
- genre Ecionemia Bowerbank, 1862
- genre Geostelletta Cardenas, Xavier, Reveillaud, Schrander & Rapp, 2011
- genre Holoxea Topsent, 1892
- genre Jaspis Gray, 1867
- genre Psammastra Sollas, 1886
- genre Rhabdastrella Thiele, 1903
- genre Stelletta Schmidt, 1862
- genre Stellettinopsis Carter, 1879
- genre Stryphnus Sollas, 1886
- genre Tethyopsis Stewart, 1870
- genre Tribrachium Weltner, 1882